# Керимов, Кязимага Мовсум оглы
Кязимага Мовсум оглы Керимов (азерб. Kazımağa Mövsüm oğlu Kərimov; 1 сентября 1951 — 15 июня 1992) — азербайджанский офицер. Национальный Герой Азербайджана.

## Биография
Кязимага Керимов родился 1 сентября 1951 года в селе Сарыятаг Кубатлинского района Азербайджанской ССР. После окончания средней школы работал в газете «Авангард». В 1970 году поступил на факультет журналистики Азербайджанского государственного университета, после окончания которого был направлен работать в журнале «Азербайджан мектеби». Позднее был принят на работу в Аграрное промышленное общество села Гызылхаджылы Геранбойского района в качестве правового советника.

### Первая карабахская война
Когда в 1991 году был создан Геранбойский батальон самообороны, Кязимага Керимов был назначен заместителем командира. Отличился в боях за сёла Карачинар, Мешали, Эркеч. 15 июня 1992 года скончался от полученного пулевого ранения. На момент гибели был женат. Остался сын.
Указом Президента Азербайджанской Республики от 23 июня 1992 года № 6 Керимову Кязимаге Мовсум оглы было присвоено звание Национального Героя Азербайджана (посмертно).
Похоронен на Аллее шахидов в Баку.

## Память
Дом культуры села Гызылгаджылы носит имя героя. В городе Геранбой поставлен бюст Керимова.